# 日本 (密蘇里州)
日本（英語：Japan）為位在美国密蘇里州富蘭克林縣的非建制地區。

## 歷史
日本的郵政局於1860年設立，直到1908年結束營運。該地區的名稱以東亞島國日本來命名。